# Wisconsin Historical Museum
Le Wisconsin Historical Museum est un musée d'art place du Capitole à Madison spécialisé sur l'histoire du Wisconsin, il est exploité par la « Wisconsin Historical Society » (Société historique du Wisconsin).

## Collections
Les collections du Wisconsin Historical Museum sont constituées d'objets historiques et archéologiques sur l'histoire du Wisconsin depuis la Préhistoire jusqu'à nos jours.
La collection comprend également de nombreuses peintures, portraits et paysages principalement.

### Quelques œuvres
- Paul Raymond Audibert, Portrait de Cyrus Hall McCormick, nd[2]
- Albert Bierstadt, Indians Canoeing on the Wisconsin River, 1878-1886[3]
- George Caleb Bingham, Portrait de Vinnie Ream, 1876[4]
- Alexandre Cabanel, Portrait de Cyrus Hall McCormick, 1867[5]
- Hubert Robert, History, nd[6]
- Thomas Sully, Portrait de George Washington, 1854[7]
- Thomas Sully, Portrait de Caroline Paulding Schaffer, 1846[6]